# Королева ночі
Королева ночі (нім. Königin der Nacht) — німецька драматична стрічка 2016 року режисерки Емілі Атеф. Прем'єра відбулась 1 лютого 2017 року в Німеччині.

## Синопсис
Сімейна пара Інґа та Людвіґ, з двома дітьми: Марі та Матсом, мешкають на власній фермері в Шварцвальді. Незважаючи на важку працю на фермі їхнє фінансове стає все гірше, сімейна ферма приносить дуже мало прибутку, банк вимагає повернення кредиту, інакше погрожує забрати її за борги. Щоб хоч якось утриматися на плаву, Інґа вирішує шукати иншу роботу, і влаштовується офіціанткою в стриптиз-барі. 
Нова приятелька зі стриптиз-бару вмовляє її попрацювати у ескорт-агентстві в Баден-Бадені. Подружжя обговорюють нову вакансію і Інґа погоджується. 
З часом Інзі починає подобатися нове заняття, вона розквітає на очах. Для Людвіґа ж з кожним днем все важче стає миритися з її новим місцем праці, він ревнує. Інґа робить все можливе, щоб заспокоїти чоловіка...

## У ролях
| Актор               | Роль                 |
| ------------------- | -------------------- |
| Зільке Боденбендер  | Інґа Шольц           |
| Пітер Шнайдер       | Людвіґ Шольц         |
| Гарі Принц          | Олівер               |
| Ґено Лехнер         | Анушка               |
| Корнелія Грешель    | Каро                 |
| Матіас Брейтенбах   | Уве Словінський      |
| Фердинанд Ґрецінґер | Гартман              |
| Гелена Лутзов       | Марі Шольц           |
| Пабло Лутзов        | Матс Шольц           |
| Кристіан Фуррер     | Роберт               |
| Тіна Вільгельм      | працівниця агентства |
| Себастьян Міров     | Ганс                 |